# Tervel (Bulgária)
Tervel (Тервел no alfabeto cirílico) é uma cidade que é a sede do Município de Tervel, na província de Dobrich, no nordeste da Bulgária. Em 1º de janeiro de 2007, possuía uma população de 6.869 habitantes e uma área de 43,589 km², localizando-se a 351 quilômetros de Sófia, capital da Bulgária. Encontra-se na faixa de 200 a 299 metros acima do nível do mar.